# Череміська сільська рада
Черемі́ська сільська рада (рос. Черемисский сельский совет) — сільське поселення у складі Шадрінського району Курганської області Росії.
Адміністративний центр — село Череміське.
Населення сільського поселення становить 425 осіб (2017; 453 у 2010, 551 у 2002).

## Склад
До складу сільського поселення входять:
| Населений пункт      | Населення, осіб (2002) | Населення, осіб (2010) |
| -------------------- | ---------------------- | ---------------------- |
| Качусово, присілок   | 123                    | 93                     |
| Мельникова, присілок | 15                     | 15                     |
| Череміське, село     | 413                    | 345                    |